# إيمان الحمود
إيمان الحمود هي إعلامية سعودية مقيمة في فرنسا. تعمل في إذاعة مونت كارلو الدولية، وتقدم برنامجًا بعنوان ساعة خليجية.

## نشأتها ودراستها
أنهت المرحلة الثانوية في مدينة الجبيل الصناعية شرق السعودية، ثم حصلت على شهادة البكالوريوس من قسم الصحافة والإعلام من جامعة البتراء في المملكة الأردنية الهاشمية. ومن ثم تم ابتعاثها في برنامج خادم الحرمين الشريفين الحكومي للابتعاث الخارجي في فرنسا، وحصلت على الماجستير والدكتوراه. حملت رسالة الماجستير عنوان صورة الإسلام في الإعلام الفرنسي بعد أحداث 11 سبتمبر، وأما رسالة الدكتواره كانت بعنوان الخطاب الإعلامي للمملكة العربية السعودية بعد أحداث 11 سبتمبر.

## مسيرتها الإعلامية
بدأت حياتها الإعلامية في 2005 حيث تلقت دورات تدريبية في وسائل إعلام أردنية، والمكاتب الإعلامية الأجنبية الموجودة في العاصمة الأردنية عمان. توجهت بعد ذلك إلى الكويت وعملت مراسلة للشؤون السياسية في مكتب جريدة الشرق الأوسط السعودية بالكويت، وثم عملت في قناة فرانس 24 وإذاعة مونت كارلو الدولية.